# France Soir

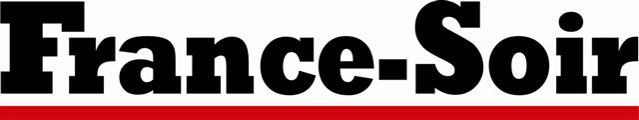
Logo der Zeitung

France Soir (französisch; deutsch Frankreich [am] Abend) war eine überregionale französische Tageszeitung aus Paris. Ab dem 14. Dezember 2011 erschien nur noch eine Online-Ausgabe, am 23. Juli 2012 erfolgte die Auflösung des Unternehmens.

## Geschichte
France Soir wurde im November 1944 nach Ende der deutschen Besetzung des Landes von Robert Salmon und Philippe Viannay, zwei Gründern der Résistance-Gruppe Défense de la France, gegründet. Pierre Lazareff wurde Leiter ihres historischen Ressorts. Sie war besonders in den 1950er und 1960er Jahren als Nachfolgeblatt der im Untergrund in hoher Auflage verbreiteten Zeitung der Besatzungszeit Défense de la France erfolgreich und erreichte zu ihren besten Zeiten eine Auflage von täglich zwei Millionen Exemplaren.
Damit war France Soir die damals größte französische Tageszeitung. Seit einem Vierteljahrhundert verlor das populär aufgemachte Blatt jedoch stetig Leser. Zuletzt machten ihm Gratiszeitungen wie 20 minutes und Metro Konkurrenz, und von France Soir wurden täglich nur noch rund 36.000 Exemplare verkauft. Am 27. Oktober 2005 wurde Konkurs angemeldet.
In einem Insolvenzverfahren gegen France Soir nahm das Handelsgericht von Lille am 12. April 2006 das Übernahmeangebot des Geschäftsmannes Jean-Pierre Brunois und des Journalisten Olivier Rey an. Das Gericht zog es den Angeboten der russischen Mediengruppe Moscow News und des Unternehmers Jean-Raphael Fernandez vor. Moscow News wollte zehn Millionen Euro investieren und im darauffolgenden Jahr zunächst keine Mitarbeiter entlassen. Der Betriebsrat der Zeitung billigte das Angebot, doch wurde der Eigentümer von Moscow News, Arcadi Gaydamak, von den französischen Behörden verdächtigt, in Waffengeschäfte mit Angola verwickelt zu sein und mit der Investition in France Soir Schwarzgeld waschen zu wollen.
Nach dem Verfahren kam zu einem Neustart. Die neuen Inhaber wollten aus France Soir ein Boulevardblatt mit einer „Schockformel“ machen – laut Rey nach dem Vorbild der britischen Tabloid-Zeitungen Daily Mirror oder The Sun machen. Die Angestellten kündigten Streiks an, da von 115 Beschäftigten nur 51 ihren Arbeitsplatz behalten sollten.
Im Oktober 2011 wurde bekannt, dass die gedruckte Ausgabe von France Soir im Dezember 2011 eingestellt werde. Danach erschien die Zeitung ausschließlich online. Am 23. Juli 2012 wurde das Unternehmen aufgelöst.
Unter der ehemaligen Web-Adresse der Zeitung, www.francesoir.fr, publiziert seit 2019 ein anderes Internet-Portal, das in den Jahren 2020 und 2021 durch die Verbreitung von Minderheitenmeinungen im Zusammenhang mit COVID-19 auffiel.

## Mohammed-Karikaturen
Am 1. Februar 2006 machte die Zeitung von sich reden, indem sie als einzige französische Zeitung zwölf umstrittene Karikaturen des Propheten Mohammed aus dem dänischen Blatt Jyllands-Posten nachdruckte, um nach eigenen Angaben ein Zeichen für die Meinungsfreiheit zu setzen. « Oui, on a le droit de caricaturer Dieu » („Ja, man hat das Recht, Gott zu karikieren“) hieß es dazu auf der Titelseite. Die Karikaturen hatten zu massiven Protesten von Muslimen gegen Jyllands-Posten und Dänemark im Allgemeinen geführt. Wegen des Nachdrucks entließ Raymond Lakah, der katholische ägyptischstämmige Inhaber der Zeitung, noch am selben Tag den Leiter des Blattes, Jacques Lefranc. Am nächsten Tag titelte die Zeitung « Au secours, Voltaire, ils sont devenus fous » („Zu Hilfe, Voltaire, sie sind verrückt geworden“).

## Ehemalige Mitarbeiter
- Max Gallo
- Joseph Kessel
- Philippe Labro
- Stéphane Roussel[8]
- Gonzague Saint Bris
- Jean-Paul Sartre
- Jacques Sternberg
- Jean-Pierre Thiollet

## Mastheads

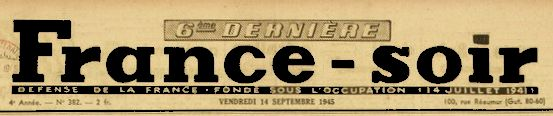
1945
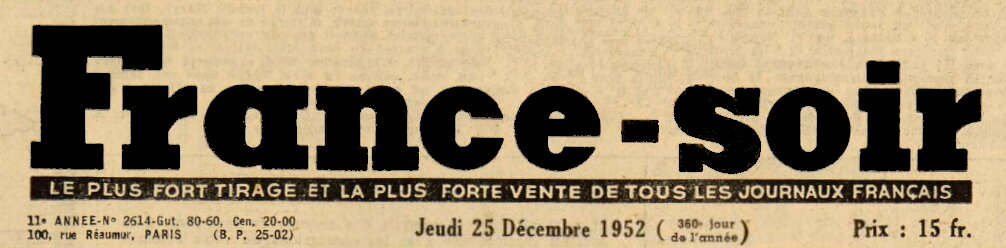
1946-…
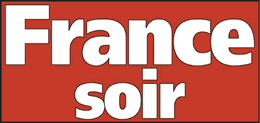
2001–2005
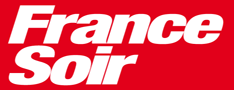
2006–2008
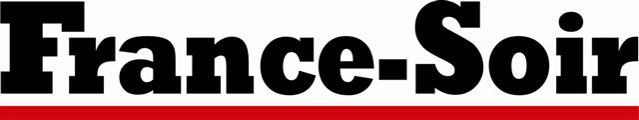
2008–2011